# Єдиний вступний іспит
Єди́ний вступни́й і́спит (ЄВІ) — форма вступного випробування в Україні для вступу на всі спеціальності на основі здобутого першого ступеня вищої освіти — бакалавра для вступу на магістратуру або на основі другого ступеня вищої освіти — магістра для вступу на аспірантуру.
ЄВІ складається з двох блоків: загальна навчальна компетентність (ТЗНК) та іноземна мова, а саме англійська, німецька, французька, іспанська за вибором вступника.
До 2022 року ЄВІ використовував організаційно-технологічних процеси для здійснення зовнішнього незалежного оцінювання (ЗНО). З 2023 року ЄВІ, як і Національний мультипредметний тест (НМТ) та Єдине фахове вступне випробування (ЄФВВ), відбувається у формі комп'ютерних онлайн-тестів, які можна буде пройти лише в спеціальних тимчасових екзаменаційних центрах (ТЕЦ).
У 2024 році тестування з ЄВІ проходить традиційно за дві сесії:
- основна: 24 червня — 15 липня;
- додаткова: 31 липня — 14 серпня.

Основний етап реєстрації осіб для участі в основній сесії ЄВІ тривав з 7 травня до 29 травня включно.

## Історія

### 2016
Уперше вступні випробування для здобуття ступеня магістра за спеціальністю «Право» з використанням організаційно-технологічних процесів здійснення зовнішнього незалежного оцінювання учасники проходили 2016 року. Тоді іспити відбулися лише у п'яти містах України — Києві, Львові, Одесі, Полтаві та Чернівцях. Дев'ять університетів країни, що долучилися до експерименту, приймали до магістратури випускників-бакалаврів на підставі результатів єдиного іспиту, формат проведення якого був максимально наближений до незалежного оцінювання випускників закладів загальної середньої освіти.

### 2018
2018 року було значно розширено перелік спеціальностей, вступ на які відбувався на основі вступних випробувань із застосуванням процесів ЗНО, також змінено специфіку тестування. Відтак вступники на навчання для здобуття ступеня магістра за спеціальностями 081 «Право» та 293 «Міжнародне право» проходили єдине фахове вступне випробування і складали єдиний вступний іспит (ЄФВВ та ЄВІ).
Вступники до магістратури за спеціальностями галузей знань «Гуманітарні науки» (крім спеціальності «Філологія»), «Соціальні та поведінкові науки», «Журналістика», «Право», «Сфера обслуговування», «Міжнародні відносини» складали єдиний вступний іспит (ЄВІ).

### 2019
У 2019 році всі, хто вступав на навчання для здобуття ступеня магістра за спеціальностями 081 «Право» та 293 «Міжнародне право», складали ЄФВВ та ЄВІ.
Для вступу для здобуття ступеня магістра за спеціальностями 027 «Музеєзнавство, пам'яткознавство», 028 «Менеджмент соціокультурної діяльності», 029 «Інформаційна, бібліотечна та архівна справа» галузі знань 02 «Культура і мистецтво», спеціальностями галузей знань 03 «Гуманітарні науки» (крім спеціальності 035 «Філологія»), 04 «Богослов'я», 05 «Соціальні та поведінкові науки», 06 «Журналістика», 07 «Управління та адміністрування», 12 «Інформаційні технології», 24 «Сфера обслуговування», 28 «Публічне управління та адміністрування», 29 «Міжнародні відносини» (крім спеціальності 293 «Міжнародне право») учасники складали єдиний вступний іспит з іноземної мови.

### 2020
Єдиний вступний іспит з іноземної мови до магістратури став обов'язковим для вступу на всі спеціальності за програмами магістратури.
Відповідна норма передбачена Умовами прийому на навчання для здобуття вищої освіти в 2021 році, що затверджені Міністерством освіти.
Окрім того, для надання більшої ваги фаховому вступному випробуванню запроваджено вагові коефіцієнти. Відтепер заклад вищої освіти зможе збільшити вагу бала за фахове випробування, залишивши на іспит з іноземної мови щонайменше 25 %.
У 2020 році вступники до магістратури змогли використовувати результати ЄВІ 2020—2021 років, а результати єдиного фахового вступного випробування — тільки 2021 року.

### 2021
Основна сесія єдиного вступного іспиту (ЄВІ) з іноземних мов проводилась 30 червня 2021 року. Додаткова сесія єдиного вступного іспиту проводилася після основної сесії — 13 липня. З 27 липня до 5 серпня тривала реєстрація для проходження спеціально (третьої) організованої сесії ЄВІ, яка відбулась за рахунок коштів фізичних осіб — 11 вересня.

### 2022
У 2022 році ЄВІ, як і ЗНО, ДПА та ЄФВВ, були скасовані через повномасштабне російське вторгнення в Україну. 24 березня 2022 року Верховна Рада України ухвалила законопроєкт № 7132, який дозволяє одноразову зміну алгоритмів вступу до закладів вищої освіти і складання контролю якості освіти. 1 травня 2022 року Закон України від «Про внесення змін до деяких законодавчих актів України у сфері освіти» набрав чинности.
Для здобуття ступеня магістра на основі ступеня бакалавра в 2022 році передбачалось проведення спрощених аналогів ЄВІ та ЄФВВ — магістерського комплексного тесту (МКТ) для спеціальностей «Право», «Міжнародне право» та магістерського тесту навчальної компетентності (МТНК) для кон'юнктурних спеціальностей, які проводили подібно до національногоий мультипредметного тесту (НМТ). Для інших спеціальностей вступ відбуватиметься за результатами фахового іспиту в закладі вищої освіти.

### 2023
У 2023 році було проведене ЄВІ, проте як і НМТ, воно відбулося у формі комп'ютерних онлайн-тестів, які можна буде пройти лише в спеціальних тимчасових екзаменаційних центрах (ТЕЦ), створених у населених пунктах України (за погодженням з органами державної влади), а також за кордоном. Основна сесія ЄВІ відповідно календарного плану УЦОЯО на 2023 рік відбувалася з 23 червня по 21 липня, а додаткова сесія з 3 серпня по 16 серпня.
У 2023 році для вступу на магістратуру ЄВІ містило 2 блоки:
- Іноземна мова (англійська, німецька, французька або іспанська на вибір вступника) — передбачало 30 завдань, на які було виділено 60 хвилин.[13] Частина читання — це перші чотири завдання. Тут передбачається виконання таких видів тестувань:
  - встановлення відповідності між уривками тексту та заголовками;
  - прочитання тексту та виконання завдань до нього (тести з обранням однієї правильної відповіді);
  - заповнення пропусків в тексті реченням. Частина використання мови — це два останні тести:
  - перший — завдання на перевірку лексики з вибором одного правильного слова;
  - другий — це перевірка граматики.
- Тестування із загальних навчальних компетентностей (ТЗНК) — передбачало 33 завдання, на які було виділено 75 хвилин і які мали перевірити такі навички як:
  - критичне читання та мислення
  - аналітичне письмо
  - комунікативні навички
  - логічне мислення
  - аналітичне мислення

### 2024
У 2024 році основна сесія ЄВІ відповідно до календарного плану Українського центру оцінювання якості освіти (УЦОЯО) відбуватиметься з 24 червня по 15 липня, а додаткова сесія з 31 липня по 14 серпня.
У 2024 році на виконання блоку з іноземної мови рекомендовано 45 хвилин. Розподіляти час на виконання ЄВІ можна самостійно, тобто впродовж 120 хвилин можна виконувати завдання на власний розсуд, а не почергово.